# 愛媛県道141号西条港線
愛媛県道141号西条港線（えひめけんどう141ごう さいじょうこうせん）は、愛媛県西条市を通る一般県道である。

## 概要
西条市樋之口から西条市大町に至る。

### 路線データ
- 起点：西条市樋之口
- 終点：西条市大町（常心（じょうしん）交差点、国道11号交点）
- 総延長：約1.7 km

## 路線状況

### 重複区間
- 愛媛県道13号壬生川新居浜野田線現道（西条市樋之口・樋之口交差点 - 西条市神拝甲）

### 道路施設

#### 橋梁
- 観音橋（観音水、西条市）

## 地理

### 通過する自治体
- 西条市

### 交差する道路
| 交差する道路                                                                                 | 交差する場所 | 交差する場所                    |
| -------------------------------------------------------------------------------------------- | ------------ | ------------------------------- |
| 愛媛県道13号壬生川新居浜野田線 / 現道 重複区間起点 愛媛県道13号壬生川新居浜野田線 / バイパス | 樋之口       | 樋之口交差点                    |
| 愛媛県道13号壬生川新居浜野田線 / 現道 重複区間終点                                           | 神拝甲       |                                 |
| 国道11号                                                                                     | 大町         | 常心（じょうしん）交差点 / 終点 |

### 交差する鉄道
- 予讃線

### 沿線
- 愛媛県立西条高等学校
- 西条市立神拝小学校
- 西条市総合文化会館
- 西条市立大町小学校
- 西条市立西条南中学校